# Imelda May

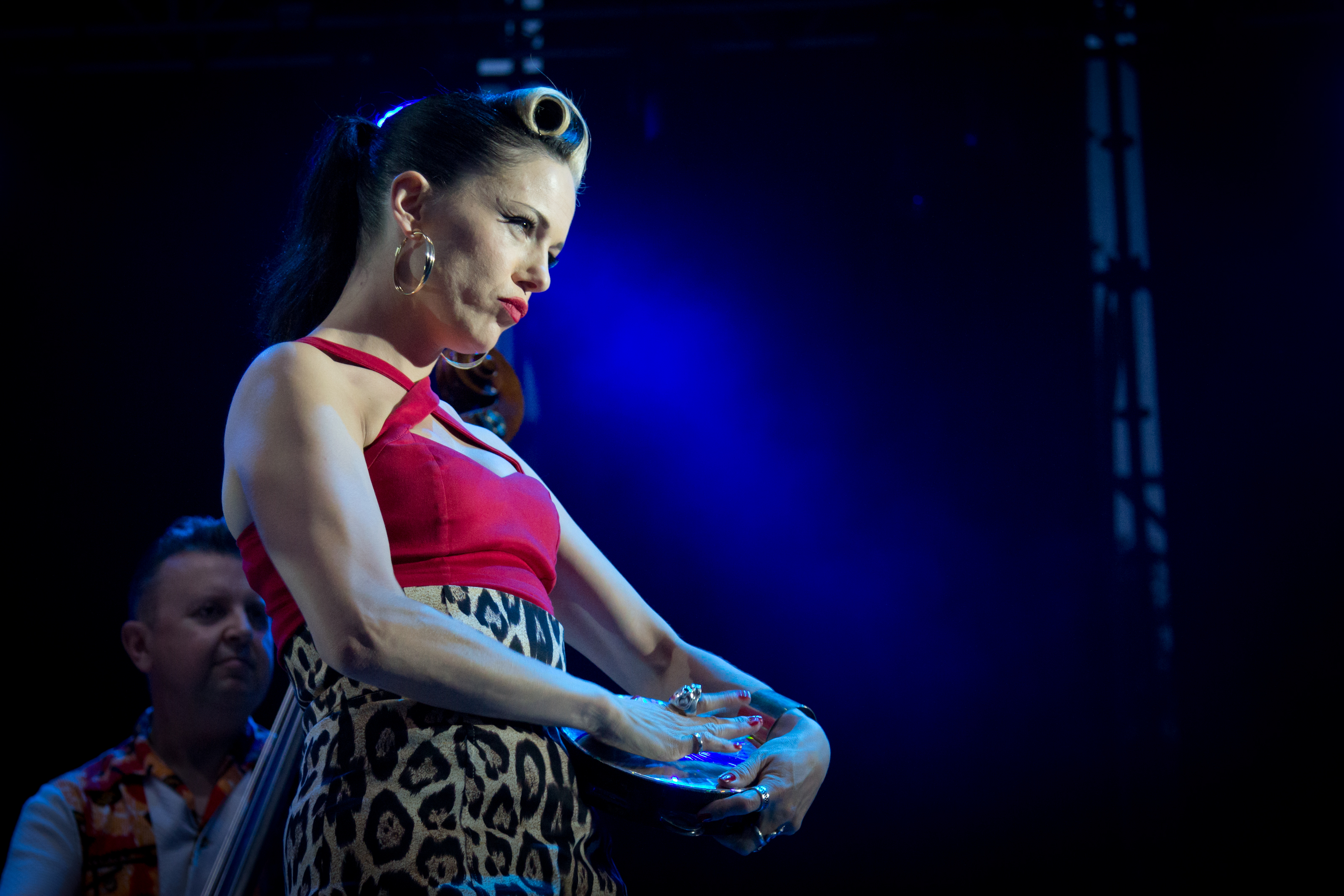
Imelda May al Madgarden Festival, 2015.

Imelda Mary Chably, Imelda Mary Higham des que es casà, (Dublín, 10 de juliol de 1974) professionalment coneguda com a Imelda May, és una cantant i compositora d'origen irlandès. Si bé se la coneix principalment en la seva faceta de cantant, també toca diversos instruments com el bodhrán, el baix i el tamborí. May és coneguda pel seu estil musical, rockabilly revival.

## Biografia
El seu nom complet és Imelda Mary Chably, cognom que canvià per Higham en casar-se. Imelda May va néixer i es va criar a la zona coneguda com The Liberties, a la part sud de la ciutat irlandesa de Dublín. És la més jove de cinc germans: les seves germanes es diuen Edel Foy i Maria O'Reilly, i els germans, Brendan Clabby i Fintan Clabby. El 1991 estudià art, arts gràfiques i impressió al Senior College Ballyfermot.

## Carrera professional
May començà la seva carrera musical amb tan sols setze anys, tocant i cantant amb músics locals. En algunes ocasions, tocant al Bruxelles Club de Dublín, li van arribar a prohibir l'entrada en els seus propis concerts pel fet de ser menor d'edat. El 1998 es traslladà al Regne Unit i, poc després, començà a treballar en gires amb Mike Sanchez.
Al 2002 formà la seva pròpia banda i edità el seu primer àlbum d'estudi, No Turning Back. Després de la publicació del disc es traslladà a Londres amb el seu marit, el guitarrista Darrel Higham. El 2007 signà un contracte amb Ambassador Records, amb la que publicà diversos àlbums d'estudi.
El 2008 feu una aparició al programa musical Later... with Jools Holland, de la cadena britànica BBC, fet que l'ajudà a donar-se a conèixer a nous públics. El mateix any publicà el seu segon disc, Love Tattoo (2009). Aquest arribà a ser número 1 a les llistes irlandeses i fou aclamat per la crítica. Després d'aquest disc col·laborà amb diversos artistes, fins i tot en concerts. El mateix 2009 també guanyà el premi a la millor artista femenina de l'any, guardó atorgat per Meteor Awards. El 31 de gener de 2010, Imelda May actuà a la gala de la 52 edició dels premis Grammy acompanyada de Jeff Beck fent un tribut a Les Paul i Mary Ford.
El seu tercer àlbum d'estudi, Mayhem, es publicà el 2010 i li valgué una nominació al Choice Music Prize, arribant a ser nombre 1 a les llistes irlandeses de vendes de discos i aconseguint la quarta posició al Regne Unit. Després d'aquesta fita, Imelda May aparegué a The Tonight Show amb Jay Leno, Conan i a The Late Show amb Craig Ferguson.
El seu quart disc, Tribal, va aparèixer al 2014 i el cinquè, Life Love Flesh Blood, al 2017. En aquest últim, May col·laborà amb el músic nord-americà T Bone Burnett, que li feu de productor de l'àlbum. De fet, el vocalista d'U2, Bono, també participà en el procés creatiu del disc. Aquest cinquè treball es guanyà la quarta posició dins dels rànquings de vendes britànics i també fou molt elogiat per la crítica. El 18 de maig de 2017 Imeda May tocà al prestigiós London Palladium, en el marc de la gira de presentació del disc.
A Irlanda Imelda May ha tingut el seu propi programa televisiu, The Imelda May Show, un concurs musical on se cercaven nous talents. May també és coneguda per haver cantat l'himne nacional irlandès el 26 d'agost de 2017, a la T-Mobile Arena de las Vegas abans del combat entre Floyd Mayweather i Conor McGregor.

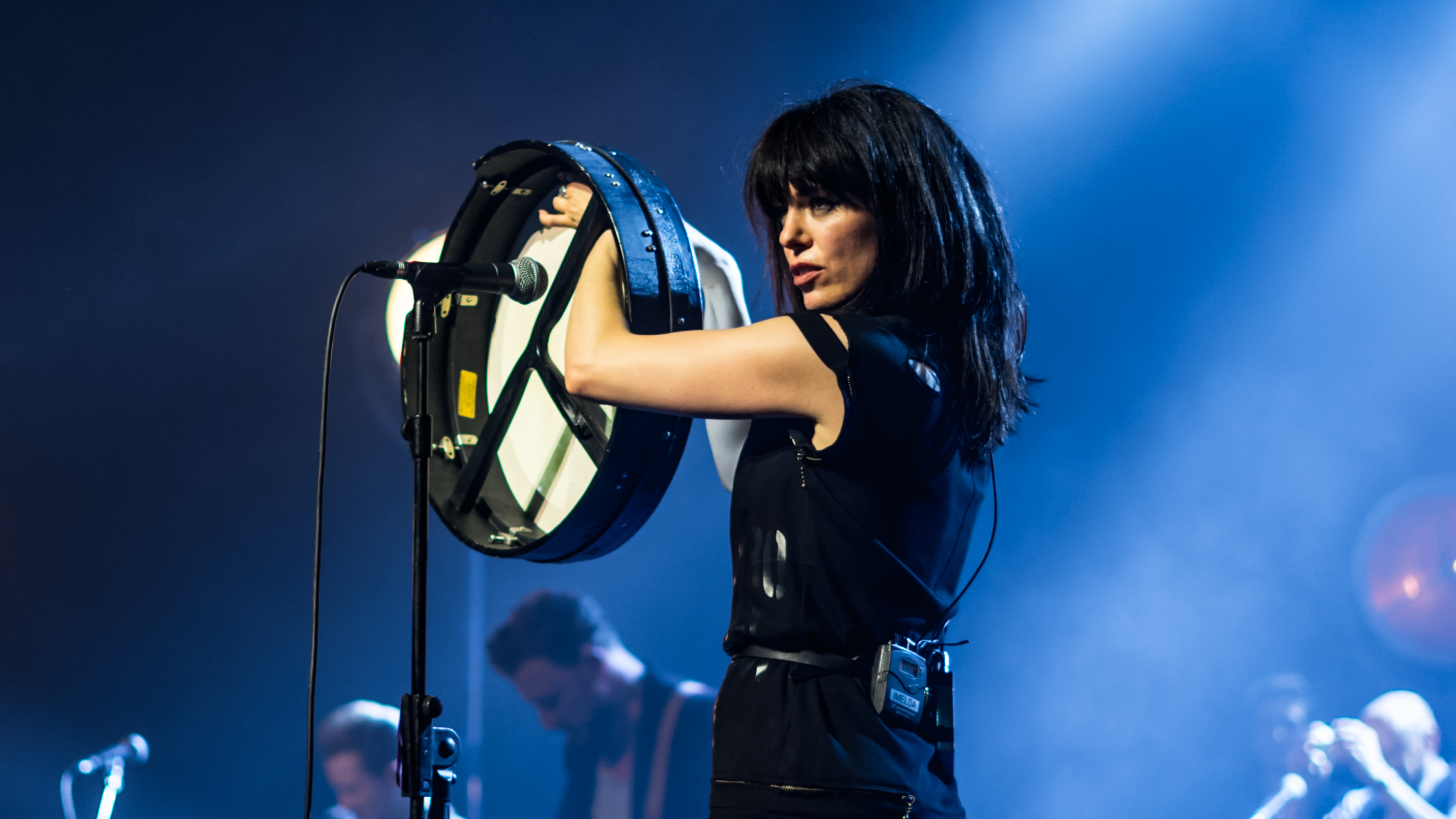
Imelda May tocant el bodhran al London Palladium, 2017.

## Vida personal
May es casà el 2002 amb Darrel Higham, membre de la seva banda i guitarrista. L'agost de 2012 tingueren una filla, Violet Higham. El 17 de juliol de 2015 la parella anuncià la seva separació.

## Discografia
- No Turning Back (2003)
- Love Tattoo (2008)
- Mayhem (2010)
- Tribal (2014)
- Life Love Flesh Blood (2017)
- 11 Past the Hour (2021)

## Premis i nominacions
| Any  | Organització       | treball nominat | Premi                             | Resultat |
| ---- | ------------------ | --------------- | --------------------------------- | -------- |
| 2009 | 2009 Meteor Awards | Imelda May      | Millor artista femenina irlandesa | Premiada |
| 2010 | RTÉ Radio 1        | Mayhem          | Disc de l'any                     | Premiada |
| 2011 | Choice Music Prize | Mayhem          | Choice Music Prize                | Nominada |